# تنباکو ژاپن
تنباکو ژاپن (انگلیسی: Japan Tobacco International) شرکت تنباکوی ژاپنی است، که در سال ۱۹۹۹ تأسیس شد.